# IOS 26
iOS 26は、Appleが開発しているモバイルオペレーティングシステム、iOSの19番目のメジャーリリースである。開発者向けβ版は、発表当日の2025年6月10日（日本時間）に配信され、正式リリース版は2025年秋に配信が予定されている。

## 概要
2025年6月10日、WWDC 2025 基調講演で発表された。同年7月24日よりパブリックベータ版配布が開始された。
対応端末はiPhone SE (第2世代)/iPhone 11/11 Pro/11 Pro Max以降の機種である。iOS 18までサポートされていたiPhone XS/XS Max/XRはサポート対象外となる。

## 新機能・変更点
iOS 26では、2013年9月18日にリリースされたiOS 7以来となるユーザインタフェースの刷新が行われ、すべてのプラットフォームでバージョンのナンバリング表記が26へ統一された。これはリリース翌年の西暦2026年の下2桁から取っていて、これまで通りならiOS 19となるところが、今回から「iOS 26」に変更されることになった。

### デザイン
新しいデザイン言語「Liquid Glass」が採用された。このデザインは、iPadOS 26、macOS Tahoe 26、watchOS 26、tvOS 26、visionOS 26を含む、すべてのプラットフォームにおいて初めて導入される。この半透明のデザインは、周囲の光を反射または屈折させることでダイナミックに変化し、コントロールやナビゲーション、アプリアイコン、ウィジェットに新たな活力を与える。「Liquid Glass」は、ガラスの光学的特性と流動性を組み合わせ、コンテンツやコンテキストに応じて変化する特性を持つ。これにより、直感的で美しい体験を提供し、各プラットフォームでシームレスな操作感を実現する。

### ホーム画面とロック画面

#### ホーム画面
ホーム画面に表示されるアプリアイコンやウィジェットが半透明でクリアな表示に変更され、視覚的な一貫性が強化された。また、アイコンやウィジェットの新たなカスタマイズオプションが提供され、ホーム画面のパーソナライズがさらに進化する。

#### ロック画面
時計表示は画像内の利用可能なスペースに流れるように適応し、端末を動かすことで空間シーンが3D効果を伴って壁紙を表示するようになる。

### Apple Intelligence

#### ライブ翻訳
Apple Intelligenceを活用した、テキストや音声をその場で翻訳する新機能が追加される。この機能はメッセージ、FaceTime、電話アプリに組み込まれる。

#### ビジュアルインテリジェンス
Apple Intelligenceを基盤とするビジュアルインテリジェンスがiOS内の画面のコンテンツまで拡張され、あらゆるアプリや画面上に表示されているものを検索し操作できるようになる。また、画面上で見ているものをChatGPTを使用し詳しい情報を得ることが可能となり、GoogleやEtsyなど、対応しているアプリで画像検索をすることが可能になる。そのほか、イベントを表示していることを認識すると、日付、時刻、場所などを取得し、カレンダーアプリに追加することを提案できるようになる。

#### ジェン文字とImage Playground
お気に入りの絵文字、ジェン文字、説明を組み合わせて、新しい絵文字や画像を作り出すことが可能となる。

#### 要約機能
Apple Intelligenceを活用し、店舗や運送業者から送信されたメールから、注文の追跡に関する詳細情報を自動的に取得し、要約するようになる。Apple Payを使わない購入であっても、注文のあらゆる詳細情報や進捗状況の通知をすべて一か所で確認できるようになる。

### カメラ
カメラアプリが大幅に刷新された。また、アプリのレイアウトはシンプルに整理され、撮影に集中しやすいように改良される。

### 写真
写真アプリが大幅に刷新された。また、ライブラリやコレクションを表示するための個別のタブが導入される。

### Safari
Safariが、ウェブページを画面の上端から下端まで滑らかに表示できるようになる。

### ミュージック、News、ポッドキャスト
タブバーが再設計され、ユーザーのコンテンツの上にフローティング形式で配置されるようになった。また、コンテンツを正面中央に配置するとタブバーが動的に縮小し、再度スクロールすると拡大する動作に変更される。

### ショートカット
Apple Intelligenceを活用した機能が追加され、作文ツールやImage Playgroundなどの機能に対応する専用のアクションが利用可能になる。

### メッセージ
メッセージアプリにおいて、不明な送信者からのメッセージをスクリーニングできる機能が追加された。これにより、不明な送信者からのメッセージは専用のフォルダに表示され、その番号を既知のものとしてマークするか、さらに詳しい情報を求めるか、または削除することが可能になる。さらに、会話リストに誰を表示するかをコントロールできるようになる。また、カスタム背景や投票作成機能など、会話に対する機能強化が行われ、Apple Intelligenceを活用して、メッセージに基づいて投票作成が適切な場面を検出し、提案することができるようになる。加えて、Image Playgroundを利用して会話に合わせた固有の背景を作成できるようになる。グループチャットでは、タイピングインジケータを表示できるようになるほか、Apple Cashによる請求、送金、受領の機能も追加される。

### ミュージック
ミュージックアプリで、歌詞の翻訳機能、歌詞の発音ガイド機能が追加される。さらに「AutoMix」と呼ばれる機能が追加され、Apple Inteligenceを活用したDJのように1つの曲から次の曲へと移行することができ、タイムストレッチやビートマッチングを使用して曲の切り替えをシームレスに行えるようになる。

### マップ
マップアプリが「訪問した場所」機能により、ユーザーが訪れたことがある場所が記録されるようになるた。また、Apple Intelligenceを活用し、ユーザーの日常的な経路を認識し、帰宅時や出社時に優先する経路を提示して、それに合わせて遅延を通知したり、別の経路を提案したりすることが可能になる。

### ウォレット
ウォレットアプリで、Apple Payで店舗内購入をする場合、分割払いやポイントによる支払いを選択できるようになる。さらに、新しくなった搭乗券で、フライトのリアルタイムの最新情報をライブアクティビティで確認して共有できるようになる。また、マップアプリによる空港案内や、「探す」アプリを用いた重要なアイテムの追跡や紛失した荷物の報告などが可能になる。

### Apple Games
ゲームに関するすべての情報を一か所にまとめて提供する新しいアプリが導入される。このアプリは、プレイヤーが好きなタイトルに迅速に戻ったり、次のお気に入りを見つけたり、友人たちと楽しんだりするのに役立つ。また、重要なイベントやアップデートを把握でき、プレイヤーは大切な瞬間を見逃すことがない。さらに、アプリはApple Arcadeを体験するための最適な方法となり、家族全員で楽しめる受賞歴のある高評価のゲームを200以上提供するAppleのゲームサブスクリプションサービスであるApple Arcadeへのアクセスを提供する。

### AirPods
AirPods 4およびAirPods 4(ANC)、さらにAirPods Pro 2に新機能が追加され、これまで以上に多機能化する。新機能により、「声を分離」の機能を活用し、スタジオ品質の音声録音を行うことができる。これにより、優れた音質でコンテンツを録音したり、クリアな通話を楽しんだりすることが可能になる。また、カメラリモート機能により、AirPodsの軸部分を長押しすることで、写真を撮ったり、ビデオ撮影の開始や停止を行うことができる。

### アクセシビリティ
アクセシビリティ機能が追加され、より良いリーディング体験を提供するアクセシビリティリーダーや、点字ディスプレイを接続したiPhoneのための新しいインターフェイスである点字アクセスが導入される。また、ライブリスニング、バックグラウンドサウンド、パーソナルボイスなどの機能にアップデートが行われる。

## バージョン
凡例:   過去のバージョン   最新のバージョン   最新のベータバージョン

### ベータ版
| バージョン        | バージョンの種類 | ビルド   | 配信日        | 更新内容 | リリースノート |
| ----------------- | ---------------- | -------- | ------------- | --- | -------------- |
| 26.0 beta         | beta             | 23A5260u | 2025年6月9日  | iOS 26のBeta版初期リリース。 | [ 8 ]          |
| 26.0 beta(改訂版) | beta             | 23A5260n | 2025年6月13日 | 一部の iPhone 15 および iPhone 16 モデルで、iOS 26 Beta 1 にアップデートした後に、バッテリー残量が少ないことを示すシンボルが表示され、起動できなくなる場合がある不具合を修正。iPhone 15 および iPhone 16 モデル(iPhone 15/15 Plus/15 Pro/15 Pro Max/16e/16/16 Plus/16 Pro/16 Pro Max)のみに配信。 |                |
| 26.0 beta 2       | beta             | 23A5276f | 2025年6月23日 | iOS 26 betaのバグ改善、新機能の追加 |                |
| 26.0 beta 3       | beta             | 23A5287g | 2025年7月7日  | iOS 26 beta 2のバグ改善、新機能の追加 |                |
| 26.0 beta 4       | beta             | 23A5297i | 2025年7月22日 | iOS 26 beta 3のバグ改善、新機能の追加 |                |

（注：全て日本時間）

## 対応端末
以下は、iOS 26に対応している端末の一覧である。

### iPhone
- iPhone 11
- iPhone 11 Pro/11 Pro Max
- iPhone SE (第2世代)
- iPhone 12/12 mini
- iPhone 12 Pro/12 Pro Max
- iPhone 13/13 mini
- iPhone 13 Pro/13 Pro Max
- iPhone SE (第3世代)
- iPhone 14/14 Plus
- iPhone 14 Pro/14 Pro Max
- iPhone 15/15 Plus
- iPhone 15 Pro/15 Pro Max
- iPhone 16/16 Plus
- iPhone 16 Pro/16 Pro Max
- iPhone 16e